# Ouragan Daniel (2006)
Ne doit pas être confondu avec Tempête Daniel.
L'ouragan Daniel est le 4e cyclone tropical et le 3e ouragan de la saison cyclonique 2006 pour le bassin nord-est de l’océan Pacifique. Le nom Daniel avait déjà été utilisé en 1978, 1982, 1988, 1994 et 2000.

## Chronologie
Le 16 juillet 2006, une perturbation tropicale se forma à 1 170 kilomètres au sud de la péninsule de Basse-Californie. Son activité convective s'organisa rapidement. Le 17 juillet, vers 0h00 UTC, le NHC la promut au rang de dépression tropicale, soit TD-5-E. Elle maintint une organisation progressive. Le 18 juillet, elle devint successivement tempête tropicale puis ouragan. On désigna le nouveau cyclone sous le nom de Daniel. Tôt le 20 juillet, Daniel entreprit une phase d'intensification-éclair, au terme de laquelle il devint un ouragan majeur de catégorie 4. Après plusieurs cycles de renouvellement du mur de l'œil, le cyclone développa un œil annulaire, lui permettant de demeurer à son intensité de pointe plus longtemps.
Tôt le 24 juillet, Daniel traversa la frontière ouest du bassin du Pacifique nord-est pour s'installer dans celui du Pacifique centre-nord. Ayant atteint une zone de courants faibles, il ralentit sa course. Face aux eaux froides du secteur, le 25 juillet, Daniel fut rétrogradé en dépression tropicale. Le 26 juillet, il faiblit en creux dépressionnaire loin à l'est de l'archipel d'Hawaii.